# كارل ويلهلم كولبي دي. جيه.
كارل ويلهلم كولبي دي. جيه. (بالألمانية: Karl Wilhelm Kolbe der Jüngere)‏ (و. 1781 – 1853 م) هو رسام ألماني، ولد في برلين، توفي في برلين، عن عمر يناهز 72 عاماً.